# Comuna Petrivka, Svatove
Petrivka (în ucraineană Петрівка) este o comună în raionul Svatove, regiunea Luhansk, Ucraina, formată din satele Petrivka (reședința) și Promin.

## Demografie
Componența lingvistică a comunei Petrivka
     Ucraineană (94,03%)
     Rusă (5,82%)
     Alte limbi (0,08%)
Conform recensământului din 2001, majoritatea populației comunei Petrivka era vorbitoare de ucraineană (94,03%), existând în minoritate și vorbitori de rusă (5,82%).